# Liste der Kulturdenkmale in Schauen
In der Liste der Kulturdenkmale in Schauen sind alle Kulturdenkmale in Schauen, einem Ortsteil der Gemeinde Osterwieck (Landkreis Harz), aufgelistet. Grundlage ist das Denkmalverzeichnis des Landes Sachsen-Anhalt, das auf Basis des Denkmalschutzgesetzes des Landes Sachsen-Anhalt vom 21. Oktober 1991 durch das Landesamt für Denkmalpflege und Archäologie Sachsen-Anhalt erstellt und seither laufend ergänzt wurde (Stand: 24. Februar 2015).
Zurück zur Hauptliste

## Kulturdenkmale
| Lage                                                               | Bezeichnung     | Beschreibung                                    | Erfassungs- nummer | Ausweisungsart | Bild     |
| ------------------------------------------------------------------ | --------------- | ----------------------------------------------- | ------------------ | -------------- | -------- |
| (Karte)                                                            | Forsthaus       |                                                 | 094 03113          | Baudenkmal     | BW       |
| (Karte)                                                            | Kriegerdenkmal  |                                                 | 094 03130          | Baudenkmal     | BW       |
| An der Wassermühle 1 (Karte)                                       | Mühle           | die Mühle wurde kurz nach 2004 abgebrochen      | 094 00835          | Baudenkmal     | BW       |
| Dorfstraße 63                                                      | Bauernhaus      |                                                 | 094 03135          | Baudenkmal     |          |
| Dorfstraße 65                                                      | Bauernhaus      |                                                 | 094 03136          | Baudenkmal     |          |
| Ellinger Weg                                                       | Pfarrwitwenhaus |                                                 | 094 03117          | Baudenkmal     |          |
| Ellinger Weg 67                                                    | Bauernhaus      |                                                 | 094 03115          | Baudenkmal     |          |
| Ellinger Weg 71                                                    | Bauernhaus      |                                                 | 094 03116          | Baudenkmal     |          |
| Flur 7, Flurstück 241, Poststraße 3 am westlichen Ortsrand (Karte) | Kirche          | Gutskirche derer von Grote                      | 094 03128          | Baudenkmal     | BW       |
| Im Park 1 (Karte)                                                  | Gutshaus        |                                                 | 094 03114          | Baudenkmal     | Gutshaus |
| Obere Dorfstraße 17 (Karte)                                        | Bauernhaus      |                                                 | 094 03121          | Baudenkmal     | BW       |
| Obere Dorfstraße 17                                                | Scheune         |                                                 | 094 03122          | Baudenkmal     |          |
| Obere Dorfstraße 19 (Karte)                                        | Bauernhaus      | angrenzende Stallgebäude                        | 094 03120          | Baudenkmal     | BW       |
| Obere Dorfstraße 23 (Karte)                                        | Bauernhaus      |                                                 | 094 03118          | Baudenkmal     | BW       |
| Obere Dorfstraße 30 (Karte)                                        | Bauernhaus      |                                                 | 094 03119          | Baudenkmal     | BW       |
| Poststraße 4 (Karte)                                               | Pfarrhaus       |                                                 | 094 03126          | Baudenkmal     | BW       |
| Poststraße                                                         | Wappen          |                                                 | 094 03125          | Baudenkmal     |          |
| Poststraße 10 (Karte)                                              | Bauernhaus      |                                                 | 094 03124          | Baudenkmal     | BW       |
| Poststraße 51, 52                                                  | Häusergruppe    |                                                 | 094 03127          | Denkmalbereich |          |
| Schulstraße                                                        | Wohnhaus        |                                                 | 094 03131          | Baudenkmal     |          |
| Schulstraße                                                        | Wohnhaus        |                                                 | 094 03134          | Baudenkmal     |          |
| Schulstraße 12 (Karte)                                             | Bauernhaus      |                                                 | 094 03132          | Baudenkmal     | BW       |
| Schulstraße 68,69                                                  | Bauernhaus      |                                                 | 094 03133          | Baudenkmal     |          |
| Schulstraße 5, 6 (Karte)                                           | Häusergruppe    | alte Bezeichnung: „Schulstraße 7, 8, 9, 10, 11“ | 094 03129          | Denkmalbereich | BW       |
| Winkel                                                             | Bauernhaus      |                                                 | 094 03123          | Baudenkmal     |          |

- siehe auch: Liste der Kulturdenkmale in Osterwieck

## Legende
In den Spalten befinden sich folgende Informationen:
- Lage: Nennt den Straßennamen und wenn vorhanden die Hausnummer des Kulturdenkmals. Die Grundsortierung der Liste erfolgt nach dieser Adresse. Der Link „Karte“ führt zu verschiedenen Kartendarstellungen und nennt die geographischen Koordinaten.
Link zu einem Kartenansichtstool, um Koordinaten zu setzen. In der Kartenansicht sind Baudenkmale ohne Koordinaten mit einem roten bzw. orangen Marker dargestellt und können in der Karte gesetzt werden. Baudenkmale ohne Bild sind mit einem blauen bzw. roten Marker gekennzeichnet, Baudenkmale mit Bild mit einem grünen bzw. orangen Marker.
- Offizielle Bezeichnung: Nennt den Namen, die Bezeichnung oder zumindest die Art des Kulturdenkmals und verlinkt, soweit vorhanden, auf den Artikel zum Objekt.
- Beschreibung: Nennt bauliche und geschichtliche Einzelheiten des Kulturdenkmals, vorzugsweise die Denkmaleigenschaften.
- Erfassungsnummer: Für jedes Kulturdenkmal wird in Sachsen-Anhalt eine 20stellige Erfassungsnummer vergeben. Die letzten zwölf Ziffern werden für die Untergliederung nach Teilobjekten genutzt und werden nur angegeben, soweit vergeben. In dieser Spalte kann sich folgendes Icon  befinden, dies führt zu Angaben zu diesem Baudenkmal bei Wikidata.
- Ausweisungsart: Die Einordnung des Denkmales nach § 2 Abs. 2 DenkmSchG LSA
- Bild: Ein Bild des Denkmales, und gegebenenfalls einen Link zu weiteren Fotos des Kulturdenkmals im Medienarchiv Wikimedia Commons. Wenn man auf das Kamerasymbol klickt, können Fotos zu Kulturdenkmalen aus dieser Liste hochgeladen werden: